# Carmichaelia australis
Carmichaelia australis är en ärtväxtart som beskrevs av Robert Brown. Carmichaelia australis ingår i släktet Carmichaelia och familjen ärtväxter. Inga underarter finns listade i Catalogue of Life.